# Broadcast Signal Intrusion
Broadcast Signal Intrusion (no Brasil: Transmissões Sinistras) é um filme estadunidense de suspense e terror de 2021, dirigido por Jacob Gentry. A trama acompanha um homem que investiga o fenômeno das  invasões de sinal de transmissão, que podem estar ligadas a desaparecimentos misteriosos.

## Sinopse
Em meio a fitas esquecidas dos anos 90, um meticuloso arquivista de vídeo se depara com gravações perturbadoras de transmissões ilegais. À medida que investiga, sua curiosidade se transforma em uma obsessão perigosa, levando-o a desvendar uma teia de segredos macabros que alguém—ou algo—quer manter oculto a qualquer custo.

## Elenco
- Kelley Mack interpreta Alice

## Produção
O diretor Jacob Gentry ficou intrigado pela premissa do filme ao ler o roteiro, pois considerava as invasões de sinal de transmissão fascinantes. Gentry afirmou que creepypastas e vídeos como o clipe de 2004 'I Feel Fantastic' serviram de inspiração para o filme, assim como invasões reais de sinal de transmissão - caso do hackeamento do sinal de Max Headroom em 1987 - e os filmes de Alan J. Pakula: Klute, The Parallax View e All the President's Men.